# Aldaya
Aldaya (oficialmente en valenciano: Aldaia) es un municipio de la Comunidad Valenciana, España. Está situado en la zona oeste del área metropolitana de Valencia, en la provincia de Valencia. Su población es de 34 035 habitantes (INE 2024).

## Toponimia
El topónimo deriva del árabe الضيعة (al-ḍaiʿa), «la granja, la aldea».

## Geografía
El municipio pertenece a la comarca de la Huerta Sur y está situado en la zona de contacto entre la Huerta de Valencia y la Plana de Cuart, hasta las estribaciones de la sierra Perenchiza.
El término, muy llano, está atravesado de norte a sur por el barranco del Poyo y por el sur de la población por el barranco de la Saleta. La zona huertana se riega con la acequia de Benáger, proveniente de Cuart de Poblet. Desde el noroeste, el barranco de la Sargueta finaliza su recorrido cerca de la estación del ferrocarril.
|              | Norte: Cuart de Poblet |                  |
| Oeste: Chiva |                        | Este: Chirivella |
|              | Sur: Torrente, Alacuás |                  |

## Historia

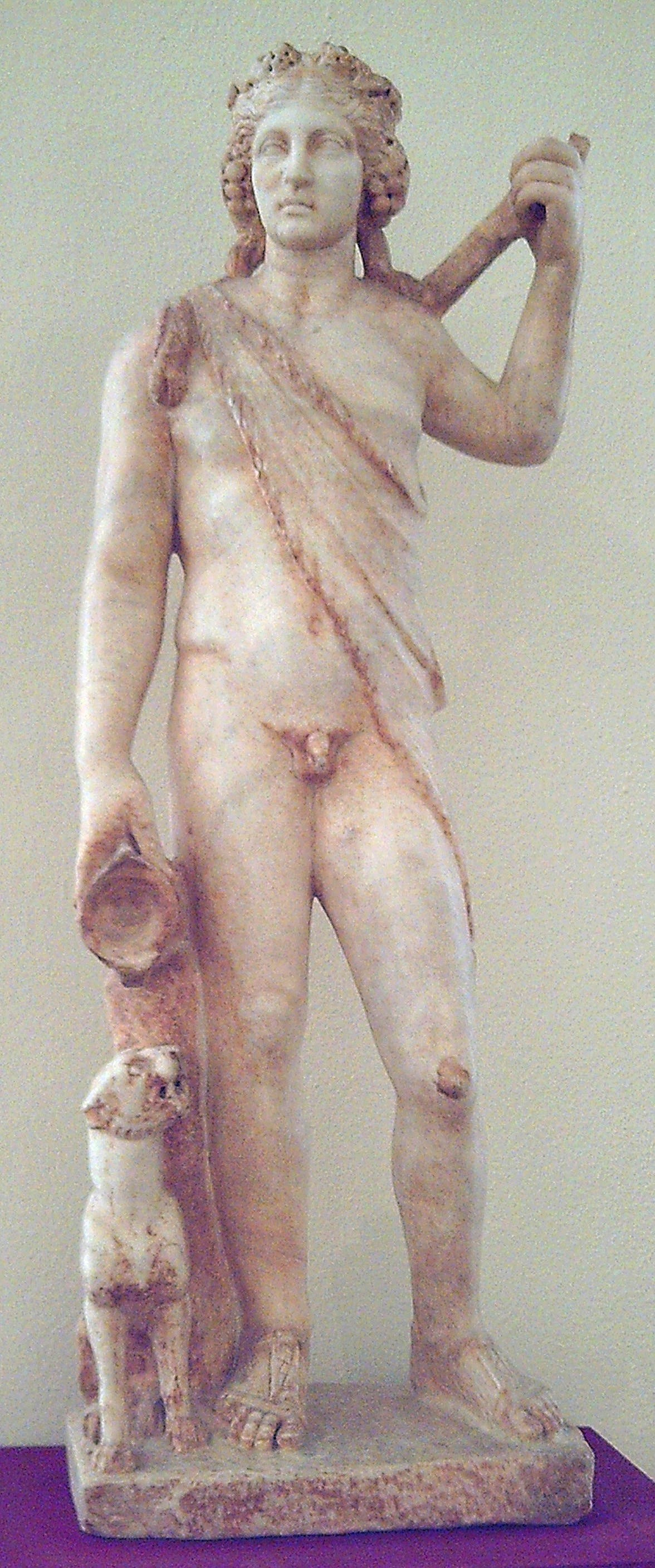
Baco de Aldaya (Museo Arqueológico Nacional, Madrid)

Hay numerosos vestigios de que la zona estuvo poblada en época romana, como lo atestiguan los restos encontrados en la Ereta dels Moros, La Punja y Les Bases, yacimientos casi totalmente destruidos por usos industriales y agrícolas. El primero de los lugares se identifica como una villa romana, lugar de procedencia del Baco de Aldaya, actualmente expuesto en el Museo Arqueológico Nacional (Madrid).
Aldaya fue una alquería andalusí que, tras la Reconquista, pasó a poder del monasterio de San Vicente de la Roqueta, dependiente de los monjes benedictinos de Poblet. Se conserva la carta de población otorgada, junto a la de Cuart de Poblet, por privilegio del rey Alfonso IV de Aragón al abad del monasterio de Poblet, en el año 1334. Por este documento poblacional, el abad de Poblet y prior del monasterio de San Vicente de la Roqueta, expulsó a los musulmanes, que habitaban el lugar al tiempo de la conquista, y lo pobló con cristianos.[cita requerida]
La parroquia dependió de Cuart de Poblet hasta el siglo XVI, en que fue declarada independiente, continuando regida por los monjes de Poblet hasta el comienzo del siglo XIX. En 1798 se le concedió término municipal.[cita requerida] A mediados del siglo XIX, el lugar contaba con una población censada de 1975 habitantes. La localidad aparece descrita en el primer volumen del Diccionario geográfico-estadístico-histórico de España y sus posesiones de Ultramar de Pascual Madoz de la siguiente manera:

ALDAYA: l. con ayunt. de la prov., aud. terr., c. g., dióc. y adm. de rent. de Valencia (1 leg. O.), part. jud. de Moncada (2): sit. á la izq. del r. Turia en la parte meridional del llano de Cuarte: combátenle principalmente los vientos de E. y O.: su cielo es alegre y despejado y goza de clima bastante saludable á escepcion de los años lluviosos, en los cuales por la escesiva humedad que produce la estancacion de las aguas de la inmediata rambla de Poyo, suelen desarrollarse las fiebres intermitentes. Tiene 354 casas de mediana fáb. y comodidad interior, la de ayunt. en cuyo edificio que nada de particular ofrece se halla el pósito; una tienda de comestibles, y una taberna cuyos respectivos locales pertenecen al fondo de propios; una escuela de primeras letras á la cual concurren de 80 á 90 niños, y otra dirigida por una maestra á la que asisten de 40 á 50 discipulas para instruirse en las labores propias de su séxo: ambos establecimientos se encuentran suficienteniente dotados por el ayunt. y por los padres de los alumnos. Hay tambien una igl. parr. servida por un cura párroco cuyo destino provee el diocesano mediante oposicion en concurso general. Confina el térm. por N. con el de Manises (1/4 de leg.) por E. con el de Cuarte (1 2), por S. con el de Alacuás (1/4), y por O. con el de Ribarroja (1) teniendo de estension 1/2 leg. de N. á S. y 1 1/2 de E. á O. El terreno es enteramente llano y abraza 1,410 cahizadas, de las cuales 1,338 son de huerta, que fertilizan las aguas del espresado r. Túria lomadas por medio de la acequia llamada de Manises, la cual viniendo por la parte del N. atraviesa por el S. y casi toca las paredes de la pobl.; las tierras incultas podrían beneficiarse, si se les diesen riego, sangrando el riach. Contreras, con cuya obra fácil en estremo, tanto este como les demás pueblos comarcanos aumentarian su riqueza agrícola, pues debe advertirse que las aguas de la referida acequia ademas de no poder fertilizar la parte occidental del térm. atendida la posicion topográfica, son muy escasas, porque con solas 14 filas (*) que lleva el canal se riegan las dilatadas huertas de 8 pobl., cuya increible particularidad proviene de la admirable economia y regulada distribucion de aquellas. De las tierras destinadas á labor 654 cahizadas pueden reputarse por de 1.ª clase, donde hay buenos sembrados, muchas moreras y otros frutos y casi igual némero de 2.ª en las cuales se crian abundantes viñedos, olivos y algarrobos, cuya diversidad de árboles y prod. hacen que este térm. sea uno de los mas amenos, risueños y feraces, que dan principio á la huerta de Valencia. Ademas de los caminos que conducen de pueblo á pueblo, hay uno que partiendo de este se dirije al O., toca en Alacuas, y pasando el barranco de Torrente con el pueblo de este nombre y el de Vistabella, llega hasta las puertas de Valencia: prod.: trigo, algarrobas, aceite, vino, seda, cáñamo, toda clase de hortaliza, en particular muchos pimientos, y diversas frutas, siendo los melones muy estimados por su esquisito sabor: cria algún ganado lanar y cabrio, con el caballar y mular indispensable para la labranza; ind.: hay 5 fáb. de aguardiente en cuya elaboracion se ocupan de 90 á 100 personas: pobl.: 431 vec.: 1,975 alm.: cap. prod.: 4.878,896 rs.: imp. 189,343: contr.: 38,910 rs. El nombre de Aldaya es de origen arábigo, que significa pueblo pequeño. Antiguamente pertenecia al monast. de Poblet.
(Madoz, 1845, pp. 485-486)

En 2021, el Tribunal del Comuner del Rollet de Gràcia de l'Horta d'Aldaia se incorporó al ámbito jurisdiccional como un tribunal consuetudinario.

## Dana de 2024
A finales de octubre de 2024, el municipio sufrió catastróficas inundaciones debido a un temporal de gota fría, que arrasó con carreteras, puentes y viviendas, dejando más de 200 muertos y cientos de damnificados en la provincia de Valencia. Las intensas lluvias desbordaron ríos y sistemas de drenaje, sumergiendo calles enteras bajo el agua y causando estragos en cultivos y propiedades.
El municipio se vio completamente inundado debido al desbordamiento del Barranc de la Saleta la tarde del 29 de octubre de 2024 y el agua no bajó hasta la madrugada del 30 de octubre. Los habitantes aseguran haber vivido una pesadilla y el alcalde confirmó la muerte de tres residentes cuyas casas se vieron inundadas con ellos dentro. Los días posteriores a la tragedia tanto los vecinos del pueblo como la brigada municipal iniciaron las tareas de limpieza que mantuvieron hasta meses después de la inundación, con el objetivo de hacer que Aldaya vuelva a recuperar el aspecto que tenía.
Meses después de la Dana de 2024, los vecinos del pueblo siguieron sufriendo las consecuencias, pues además de las secuelas psicológicas que les quedaron tras lo vivido la noche del 29 de octubre, el olor a barro y podrido, el polvo y la suciedad hicieron que la vida en el pueblo fuera cada vez más difícil. Muchos vecinos aseguraron que el pueblo se había convertido en un "pueblo fantasma" sin ambiente callejero, ocio ni turismo.

## Demografía
Aldaya cuenta con una población de 34 035 habitantes (INE 2024).
| Gráfica de evolución demográfica de Aldaya entre 1842 y 2021                                                        |
| |
| Población de derecho según los censos de población del INE Población de hecho según los censos de población del INE |

En 1510 el pueblo tenía 46 familias (más de 200 habitantes), que ascendieron a 60 en 1572 y a 130 en 1609. Con la expulsión de los moriscos y la crisis general del siglo XVII, la población del término descendió a 110 familias o vecinos en 1646, que se mantuvieron estables hasta 1713. En 1787, en Aldaya vivían 1500 personas y en 1877 ya había 2175 habitantes. A partir de aquí, el crecimiento ha sido constante.
La corriente inmigratoria de las décadas de 1960 y 1970 explica que en 1981 Aldaya concentrara 20 800 personas, casi triplicando el número de habitantes en veinte años. Aldaya contaba con 30 645 habitantes en 2011 (INE).

### Urbanismo
La población de Aldaya se organiza en tres zonas residenciales: el núcleo del centro histórico, el núcleo junto a la línea del ferrocarril y el Barrio del Cristo (que pertenece también a Quart de Poblet). La distancia entre estas tres zonas es escasa por tanto la población puede desplazarse sin necesidad de utilizar vehículos.
El núcleo original de Aldaya se ubicaba en torno a la plaza de la Constitución, formado por las calles de Coladores, Santa Bárbara, San Antonio y la calle Mayor. A partir del núcleo central, el pueblo se extendió hacia el sur en la década de 1930, en dirección a la estación de ferrocarril y prolongando la calle de la iglesia, una perpendicular de la calle mayor. La expansión posterior se realizó en todas las direcciones, fusionándose el casco urbano con el de Alacuás en la avenida del Dos de Mayo.

#### Accesibilidad
Las calles del centro histórico del pueblo son antiguas y estrechas dificultando de esta forma el acceso de vehículos motorizados. No obstante, la falta de vías peatonales dificulta a su vez las relaciones sociales de los visitantes y los habitantes.
El municipio de Aldaya tiene aprobado un plan denominado Aldaya Accesible. En doce años se ha realizado un estudio integral, han asistido a cursos de formación los técnicos y técnicas del Ayuntamiento, se ha potenciado y apoyado el asociacionismo de las personas con discapacidad y se han establecido líneas de trabajo en los Consejos de Participación Ciudadana para cooperar en el Plan de Aldaya Accesible.
En 2007 le fue concedido a este municipio el Premio Reina Sofía de Accesibilidad Universal de municipios entre 10 000 y 100 000 habitantes. Estos premios los convocan el Real Patronato sobre Discapacitados, adscrito al Ministerio de Trabajo y Asuntos Sociales e Inmigración de España.

## Comunicaciones

### Por carretera
- Desde la autovía A-3, se accede a esta localidad a través de las salidas 345 y 349B
- Desde Alacuás a través de la carretera CV-33
- Desde Chirivella a través de la carretera CV-403[17]
- Desde Valencia a través de las carreteras CV-409 y la CV-410[18]

### Ferrocarril

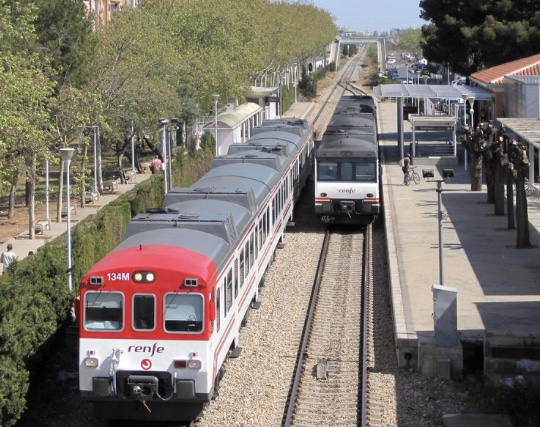
Andenes de la estación

La población de Aldaya se encuentra dividida por la línea férrea Madrid-Valencia. La estación de Aldaia es servida por la línea C-3 de Cercanías Valencia, operada por Renfe.

### Autobús
Las siguientes líneas de MetroBus Valencia prestan servicio al municipio.
| Línea | Recorrido                                                                                         | Operador        |
| ----- | ------------------------------------------------------------------------------------------------- | --------------- |
| 106A  | Torrente - Alacuás - Aldaya - C.C. Bonaire - Cuart de Poblet - Aeropuerto - Manises               | Fernanbús       |
| 106B  | Torrente - C.C. Bonaire                                                                           | Fernanbús       |
| 160A  | Valencia - Barrio de la Luz - Chirivella - Aldaya - Barrio del Cristo - C.C. Bonaire              | Fernanbús       |
| 160B  | Valencia - Barrio de la Luz - Chirivella - Aldaya - Barrio del Cristo                             | Fernanbús       |
| 161   | Valencia - Barrio de la Luz - Chirivella - Alacuás - Aldaya - Barrio del Cristo - Cuart de Poblet | Fernanbús       |
| 161N  | Nocturno Valencia – Chirivella – Alacuás – Aldaya                                                 | Fernanbús       |
| 162   | Aldaya - Salt de l'Aigua                                                                          | Fernanbús       |
| 430A  | Turís - Valencia                                                                                  | Autocares Buñol |
| 430B  | Turís - Valencia (por Cuart de Poblet y Mislata)                                                  | Autocares Buñol |
| 431A  | Cheste - Valencia                                                                                 | Autocares Buñol |
| 431B  | Cheste - Valencia (por urbanización Olimar)                                                       | Autocares Buñol |
| 435A  | Yátova - Valencia                                                                                 | Autocares Buñol |
| 435B  | Yátova - Valencia (por Cheste)                                                                    | Autocares Buñol |
| 435C  | Yátova - Valencia (por Cheste y urbanización Olimar)                                              | Autocares Buñol |
| 438A  | València - ONU y Air Nostrum - La Reva y L'Oliveral                                               | Autocares Buñol |
| 438B  | València - La Reva y L'Oliveral                                                                   | Autocares Buñol |

## Economía
Tradicionalmente Aldaia ha sido un pueblo cuyas principales actividades económicas eran la artesanía y agricultura. No obstante, con el paso del tiempo se ha sometido a un proceso de industrialización. Actualmente se sigue trabajando pero la población ocupada que trabaja en la agricultura supone un porcentaje mucho más inferior al de los que trabajan en empresas del sector comercio, transporte, hostelería y servicios. Los sectores de industria y construcción también tienen un gran peso en la economía pues cuentan con 14,2 % y 10,39 % de las empresas locales, respectivamente.
La agricultura ha disminuido mucho su importancia en las últimas décadas. Hay 769 ha de regadío y 45 de secano. En las primeras, destacan los cítricos (con 613 ha) y dentro de las segundas, los algarrobos (26 ha).

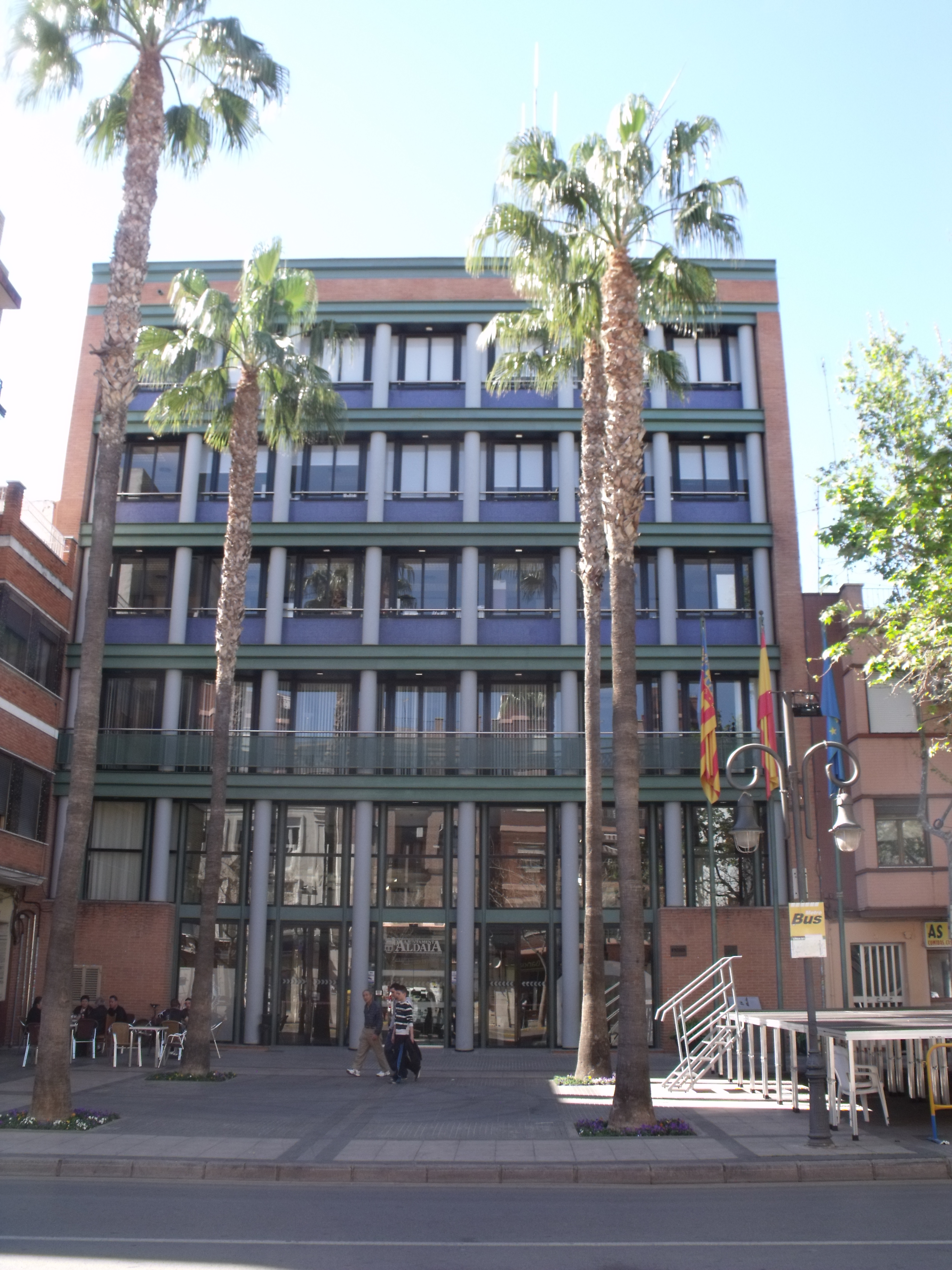
Ayuntamiento de Aldaya

En los siglos XIX y XX, los «teulers», talleres de pipas y juguetes y, sobre todo, los abanicos caracterizaban la manufactura del pueblo. Actualmente los sectores han cambiado: industria de la madera, fabricación de productos metálicos y plásticos principalmente. No obstante, aún sobreviven algunas empresas que manufacturan los abanicos de Aldaya. Más del 20 % del término municipal es suelo industrial.
En Aldaya se ubica además un gran centro comercial, Bonaire, inaugurado en 2000 y que, con 135 000 m² es uno de los mayores de España. El centro comercial fue uno de los puntos más llamativos de la Dana de 2024 ya que su páking tiene una capacidad de 7500 plazas y se esperaba que hubiera muchas personas atrapadas tras la inundación. No obstante, las autoridades confirmaron que no hubo ni una sola víctima y se frenaron los rumores que llevaban varios días circulando por las redes sociales. El centro comercial reabrió sus puertas el 13 de febrero de 2025 tras recuperarse de todos los daños materiales provocados por la Dana de octubre.

## Administración y política
| Periodo   | Nombre                      | Partido | Partido                                         |
| --------- | --------------------------- | ------- | ----------------------------------------------- |
| 1979-1983 | Salvador Vilanova Almenar   |         | Partit Socialista del País Valencià (PSPV-PSOE) |
| 1983-1997 | Enric Luján Folgado         |         | Partit Socialista del País Valencià (PSPV-PSOE) |
| 1997-2011 | Desemparats Navarro Pròsper |         | Partit Socialista del País Valencià (PSPV-PSOE) |
| 2011-2015 | Carmen Jávega Martínez      |         | Partido Popular (PP)                            |
| 2015-act. | Guillermo Luján Valero      |         | Partit Socialista del País Valencià (PSPV-PSOE) |

| Partido político                                | 2023      | 2023      | 2023       | 2019  | 2019  | 2019       | 2015  | 2015  | 2015       | 2011  | 2011  | 2011       | 2007  | 2007  | 2007       |
| Partido político                                | Votos     | %         | Concejales | Votos | %     | Concejales | Votos | %     | Concejales | Votos | %     | Concejales | Votos | %     | Concejales |
| Partit Socialista del País Valencià (PSPV-PSOE) | 9796      | 58,51     | 14         | 8715  | 59,09 | 14         | 5391  | 32,82 | 8          | 6149  | 38,11 | 8          | 6578  | 47,03 | 11         |
| Partido Popular (PP)                            | 2931      | 17,50     | 4          | 2140  | 14,51 | 3          | 3035  | 18,47 | 4          | 7623  | 47,24 | 11         | 5685  | 40,64 | 9          |
| Vox                                             | 1944      | 11,61     | 2          | 859   | 5,03  | 0          | —     | —     | —          | —     | —     | —          | —     | —     | —          |
| Compromís                                       | 1193      | 7,12      | 1          | 912   | 6,18  | 1          | 1888  | 11,49 | 2          | 848   | 5,26  | 1          | —     | —     | —          |
| Podem-Sí Se Puede                               | 517       | 3,08      | 0          | 1013  | 6,86  | 0          | 2058  | 12,53 | 3          | —     | —     | —          | —     | —     | —          |
| Ciudadanos (CS)                                 | 126       | 0,75      | 0          | 1888  | 12,80 | 3          | 2102  | 12,80 | 3          | —     | —     | —          | —     | —     | —          |
| Esquerra Unida del País Valencià (EUPV)         | Con Podem | Con Podem | Con Podem  | 357   | 2,42  | 0          | 832   | 5,06  | 1          | 1055  | 6,54  | 1          | 1072  | 7,66  | 1          |

## Cultura

### Patrimonio

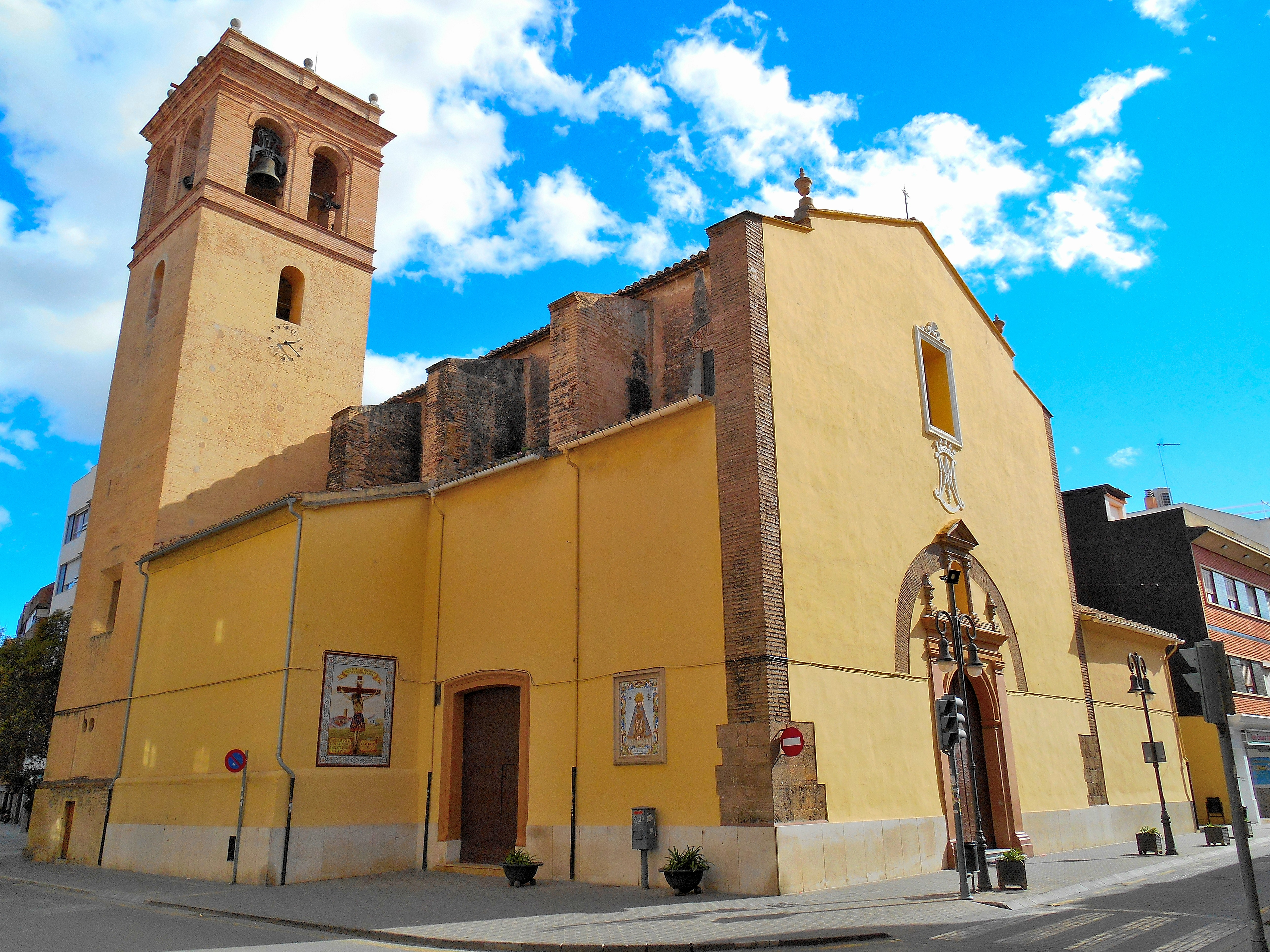
Iglesia de la Anunciación

- Iglesia parroquial de la Anunciación: se construyó a finales del siglo XV, con reformas, añadiduras y decoraciones posteriores (sobre todo del siglo XVIII, en estilo churrigueresco) que no terminan de ocultar los rasgos góticos del templo original, especialmente en cuanto a las nervaduras de la nave principal.[5] Esta última tiene 16 m de longitud, 15 m de altura y 9 m de anchura.[5] La capilla de la Comunión data del siglo XIX.[5] En la capilla de San Esteban había un tríptico del pintor renacentista fray Nicolás Borrás, monje del monasterio de San Jerónimo de Cotalba.
- Cisterna: construcción del siglo XIV, destinada al abastecimiento de aguas y de fábrica similar a la de Cuart de Poblet.[5] El agua le llegaba desde la acequia de Benáger y se llenaba en el mes de enero, cuando el agua estaba más fría. Tenía dos partes, las escaleras que conducían a la fuente donde se recogía el agua y el depósito donde se almacenaba.[23] Se cerró definitivamente al uso en 1960.[23] Se ubicaba antiguamente en la calle de la Pilota, hallándose en la actualidad integrada en el edificio del nuevo ayuntamiento.[5][24]
- Casa de la Llotgeta: del siglo XVI situada delante de la iglesia de la Anunciación fue propiedad de los condes de Nules y es un ejemplo de la arquitectura civil de ese periodo, en el que destacan los arcos de la fachada. Alberga una muestra etnológica y artística de los abanicos realizados en la población.
- Yacimiento de L'Ereta dels Moros: yacimiento arqueológico, actualmente muy deteriorado,[5] donde se encontró el Baco de Aldaya, así como algún capitel de estilo toscano, cisternas, unas posibles termas o baños y un cementerio privado; todo ello al estilo de las grandes villas romanas del siglo I.[7] Sin embargo, al haber sufrido muchas transformaciones y continuado uso agrícola, poco es lo que se conserva.[7]
- Ermita de la Virgen de la Saleta.[24]
- Ermita de San Miguel.[24]

### Instalaciones culturales

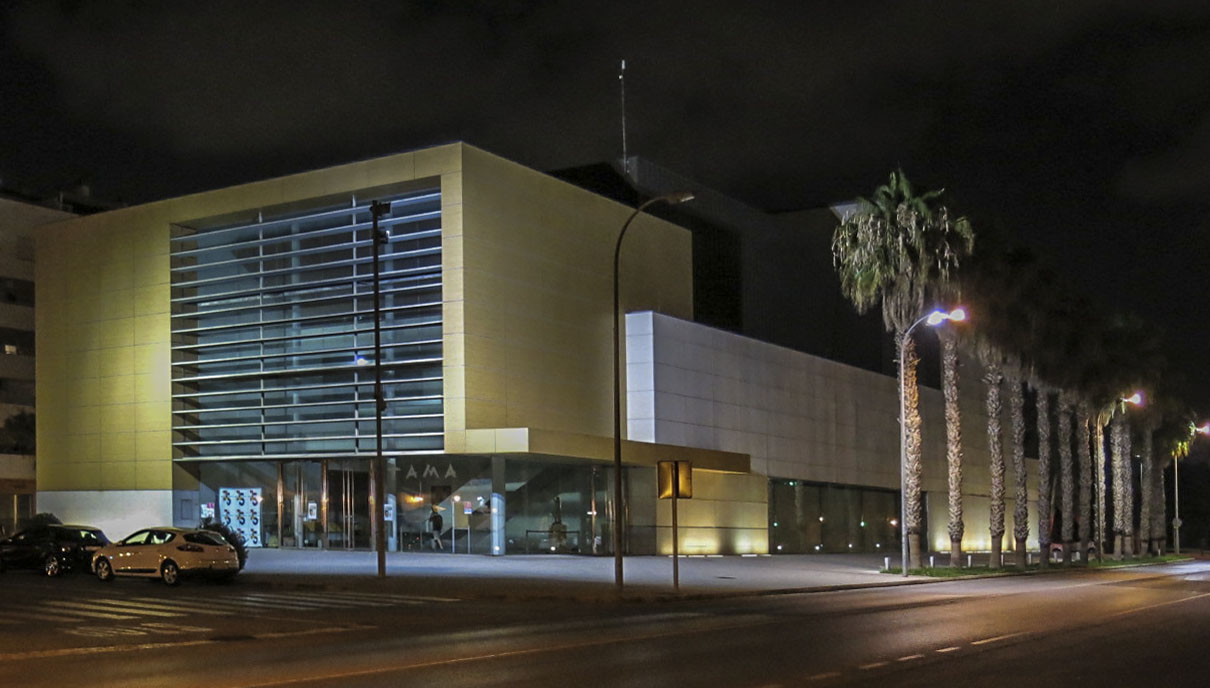
Teatro Auditorio Municipal de Aldaya (TAMA)

Como en la mayoría de pueblos de la Comunidad Valenciana, en Aldaia la música es uno de los pilares y tradiciones más importante. Es más, en varios archivos de antaño se afirma la existencia de dos bandas musicales en Aldaia, la Lira y la Nova que convivieron en el pueblo hasta la guerra civil española, cuando se fusionaron en una sola banda llamada la Unión Musical La Lira.
No obstante, fue en el año 1950 cuando se creó la Unión Musical de Aldaya, que se mantiene hasta la actualidad. Se trata de una Unión musical que ha participado en numerosos certámenes, festivales y fiestas patronales de distintos pueblos de la Comunidad Valenciana. Y ha llegado a obtener importantes premios y nominaciones.

### Festividades y tradiciones
- San Antonio Abad. Se celebra el 17 de enero.
- Fallas. Es una fiesta celebrada del 15 al 19 de marzo, la Junta Local Fallera es el organismo que regula y coordina la fiesta de las fallas. Actualmente 9 son las comisiones de la población: Falla San Vicente, Falla la Saletta, Falla San Antonio, Falla Colonia, Falla Santa Rita, Falla Mestre Serrano, Falla Villarrobledo, Falla plaza Cortes Valencianas y Falla plaza de Europa.
- Fiestas Mayores. Se celebran fiestas al Cristo de los Necesitados del 27 de julio al 6 de agosto.[5]
- Fiestas de la Virgen de la Victoria. Se celebran el primer fin de semana de septiembre.
- Fiestas de San Roque. Se celebran el segundo fin de semana de septiembre.
- Fiestas de la Virgen de la Saleta. Se celebran el tercer fin de semana de septiembre.
- Fiestas de San Miguel y San Rafael. Se celebra el último fin de semana de septiembre o el primero de octubre.
- Fiestas de la Virgen del Pilar. Se celebra el 11 y 12 de octubre.
- Fiestas de Moros y Cristianos. Fiesta relativamente joven en la localidad (en 2016 celebrará su quinto aniversario) pero que cada año cuenta con más comparsas. La semana de fiestas de Moros y Cristianos es la 3.ª de julio. Actualmente existen en la población 14 comparsas. Divididas en moros: Muladins, Tuaregs, Mujahidins, Vent de l'Este, Califat de Benàger, Almohades, Berebers de Tariq y Al-Morzhar. Del bando cristiano están: Conqueridors, Singulars, Templaris, Damas del Cid, Contrabandistes y Les Corsaries de Kalunga.